# Leucitite
La leucitite in senso stretto è una roccia eruttiva effusiva iposilicica e peralcalina ultrapotassica, nella quale la leucite forma oltre il 90% del volume della roccia, con piccole quantità di clinopirosseno e olivina, oltre che eventuali sanidino, plagioclasio, nefelina, melilite, apatite. La tessitura è afanitica olocristallina o ipocristallina, generalmente con fenocristalli di leucite idiomorfi (di forma icosaedrica) o arrotondati e spesso pecilitici. Il colore è generalmente chiaro.

## Origine del nome
Il termine fu utilizzato per la prima volta da Rosenbush nel 1877.

## Varietà
Se la leucite (ed eventuali altri feldspatoidi) costituisce tra il 60 e il 90% sul volume totale dei minerali chiari, abbiamo le leucititi fonolitiche se il sanidino è in quantità maggiore del plagioclasio e le leucititi tefritiche se il plagioclasio è in quantità maggiore del sanidino. Entrambe contengono piccole quantità di clinopirosseno e olivina.

## Distribuzione e uso
Le leucititi sono comuni nelle rocce vulcaniche effusive quaternarie della provincia magmatica laziale   (Colli Albani, Monti Ernici, Monti Sabatini, Monti Volsini) e in quelle del Vesuvio. 

Come pietra da costruzione, è usata in mattonelle quadrate dette Sampietrini per lastricati stradali (soprattutto a Roma e nel Lazio) e per massicciate ferroviarie.